# Pat Cox
Pat Cox, född 28 november 1952 i Dublin, är en irländsk politiker. Han var ledamot av Europaparlamentet 1989–2004, ordförande i Europaparlamentets liberala grupp (ELDR) 1998–2002 samt parlamentets talman 2002–2004. Han var till en början medlem i det irländska liberala partiet Progressive Democrats, men lämnade partiet 1994.
Cox studerade på Trinity College i Dublin och var under 1980-talet en känd tv-journalist.

## Utmärkelser
- 2002: Storkorset av Rumänska Stjärnans orden
- 2004: Storkorset av Italienska republikens förtjänstorden
- 2004: Storkorset av Tre Stjärnors orden (Lettland)
- 2005: Terra Mariana-korset av 1:a klassen (Estland)
- 2006: Karlspriset
- 2011: Stort hederstecken i guld med stjärna av Österrikiska republikens förtjänstorden